# エンマ・ウレニ
エンマ・ウレニ（Emma Uren、1997年10月1日 - ）は、イングランドの女子ラグビー選手。

## プロフィール
- イングランド・ハウンズロー区チジック出身[1]。
- ポジションはウィング(WTB)。
- 身長 175cm、体重 82kg
- 7人制イングランド代表に選ばれたことがある[2]。
- U20イングランド代表に選ばれたことがある。

## 略歴
2021年、東京五輪の7人制女子イギリス代表に選ばれた。
2024年、パリ五輪の7人制イギリス代表に選ばれた。